# 小惡魔ageha
《小惡魔ageha》是日本Inforest出版公司於每月發行的時尚生活雜誌，2005年創刊。

## 專屬模特兒
- 櫻井莉菜
- 武藤靜香
- 鮎川りな
- 西山りほ
- 黑瀧まりあ
- りん
- 八鍬里美

## 登場模特兒
- 百合華
- 神子島みか
- 奈奈子
- 神河ひかり
- 朝倉さくら
- けいこ（三添桂子）
- 貴咲愛鈴
- 早川沙世
- 吉川ぐり
- 吉川ぐら
- 渡辺かなえ
- 新條繪里香
- 水野智世
- 水野有美
- 山上紗和
- 愛川もも
- 家村マリエ
- 飛鳥バネッサ
- 姫崎クレア
- 近藤千尋
- さーこ
- みきてぃ
- 南真琴
- ゆきいちご
- 相川南
- 桜咲姫奈
- 青木葉
- 幸田エリカ
- まなか
- 愛内心愛
- 南はるか
- エンジェル
- 水輝聖羅
- 姫乃美唯
- 春菜まり
- 愛澤沙羅
- 遠藤彩香
- 城咲美唯
- 内山みなみ
- 白谷步
- 東条つばさ
- おりもあい（CROOZブロガー）
- 華澤友里奈
- 京城姫香
- 鈴木小百合
- 片瀬しいな
- 岡田なみ
- オダジュン

## 過往模特兒
- 白咲姫香
- 桃華繪里
- 荒木さやか
- 純戀 - 2009年6月11日，因為腦出血而逝世。
- ねむ
- のりりん
- 上ノ宮絵理沙
- 椿姫彩菜
- 紅音ほたる
- 塞上リョーマ
- きんきら☆きん
- 飯沼ももこ

## 姊妹雜誌
- 《姉ageha》（月刊） - 於2010年11月創刊，創刊時的前名為「お姉さんageha」，是《小惡魔ageha》刊登的特別號，後來於2011年3月宣布獨立。[3] 該雜誌的主要內容是針對於二十代後期或以上的女性模特兒。
- 《着物ageha》（月刊） - 於2010年12月創刊，是《小惡魔ageha》刊登的特別號。[4] 該雜誌的主要內容是針對於穿著和服的女性模特兒。
- 《I LOVE mama》（月刊） - 於2008年9月創刊，創刊時的前名為「Mama Nuts × Ageha」，是《小惡魔ageha》刊登的共同特別號，到了2009年3月，雜誌名稱「Mama Nuts × Ageha」被改名為「I LOVE mama」。[5][6] 該雜誌的主要內容是針對於成為媽媽的女性模特兒。

## 外部連結
- 《小惡魔ageha》雜誌官方網站 （页面存档备份，存于） （日語）